# Withermarsh Green
Withermarsh Green ist ein Dorf in Civil Parish Stoke-by-Nayland im District Babergh in der Grafschaft Suffolk, England. Withermarsh Green ist 6 km von Hadleigh entfernt. Es hat eine Römisch-katholische Kirche namens Our Lady Immaculate and St. Edmund. Withermarsh Green wurde 1086 im Domesday Book als Withermers erwähnt.